# Porco (eiland)

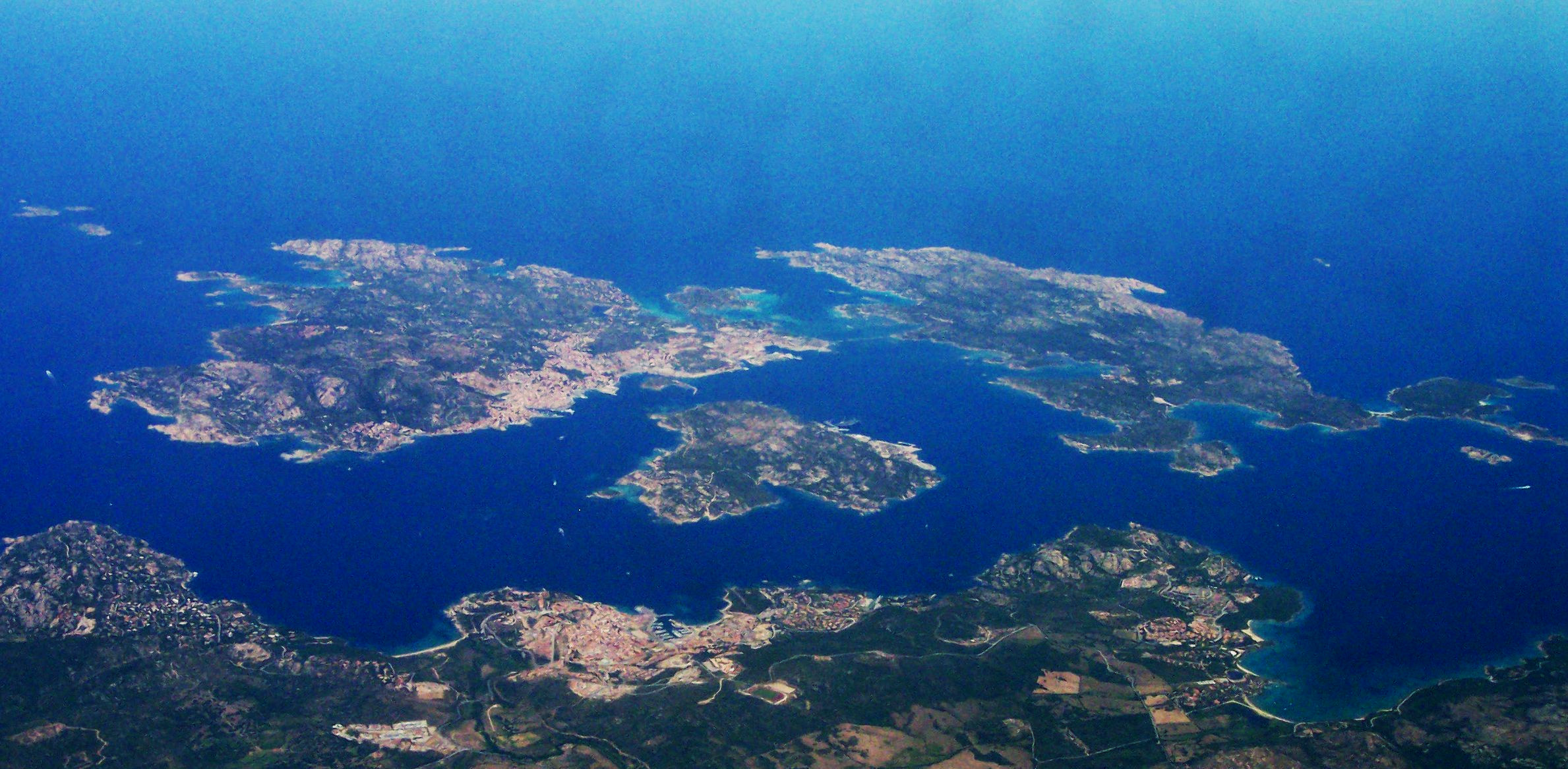
Blik over de La Maddalena-archipel. Pecora bevindt zich uiterst rechts, onder het schiereiland van Caprera. Boven dit schiereiland ligt Pecora

Porco (volledig: Isola Porco of Isola del Porco, letterlijk Varkenseiland) is een klein rotseiland in de La Maddalena-archipel voor de kust van het Italiaanse eiland Sardinië.
Het eiland is ruim driehonderd meter lang en honderdvijftig meter breed en ligt vijfhonderd meter van de zuidwestkust van het eiland Caprera. Het eiland bestaat grotendeels uit graniet en heeft steile rotswanden langs de kustlijn. Op het zuidelijke deel van het eiland staan enkele verlaten gebouwtjes (luchtafweerbunkers stammend uit de jaren '30) en zowel aan de west- als de oostkust bestaat de mogelijkheid om bij het eilandje aan te meren. Het eiland is echter onbewoond. Vanwege de aanwezigheid van monniksrobben pleiten milieuorganisaties voor een compleet toegangsverbod voor toeristen.